# Ботиле, Мбулело
Мбулело Ботиле (англ. Mbulelo Botile; род. 23 июля 1972, Дункан-Виллидж) — южноафриканский боксёр, представитель легчайшей и полулёгкой весовых категорий. Боксировал на профессиональном уровне в период 1989—2005 годов, владел титулами чемпиона мира по версии Международной боксёрской федерации (IBF).

## Биография
Мбулело Ботиле родился 23 июля 1972 года в небольшом городке Дункан-Виллидж Восточно-Капской провинции, Южная Африка.
Дебютировал в боксе на профессиональном уровне в июле 1989 года. Боксировал в основном на домашних южноафриканских рингах, долгое время не знал поражений, хотя уровень его оппозиции в это время был не очень высоким. В мае 1994 года завоевал титул чемпиона Южной Африки среди профессионалов в легчайшей весовой категории.
Имея в послужном списке 15 побед без единого поражения, в 1995 году удостоился права оспорить титул чемпиона мира в легчайшем весе по версии Международной боксёрской федерации (IBF), который на тот момент принадлежал колумбийцу Арольду Местре (21-2-1). В итоге Ботиле нокаутировал своего соперника во втором раунде и забрал чемпионский пояс себе.
Полученный титул чемпиона Ботиле сумел защитить пять раз, лишился его только в рамках шестой защиты в июле 1997 года, проиграв техническим нокаутом американцу Тиму Остину (15-0-1).
Несмотря на проигрыш, Мбулело Ботиле продолжил активно выходить на ринг и затем одержал пять побед в рейтинговых поединках, в том числе взял верх над бывшим чемпионом мира из Мексики Эктором Лисаррагой (37-9-5).
Благодаря череде удачных выступлений в 2000 году получил право побороться за титулы чемпиона мира в полулёгком весе по версиям IBF и IBO, принадлежавшие англичанину Полу Инглу (23-1). Ботиле отправился в Великобританию и встретился с действующим чемпионом — отправлял Ингла на настил ринга в 11 и 12 раундах, при этом в последнем случае тот не смог подняться, и его унесли с ринга на носилках. Впоследствии боксёр отмечал, что нанесённые Инглу тяжёлые травмы оказали существенное влияние на его дальнейшую карьеру, с тех пор он уже не был так сосредоточен на боксе.
Титула IBF Ботиле лишился в апреле 2001 года, уступив по очкам американцу Фрэнку Толедо (39-5-1).
В октябре 2002 года боксировал с соотечественником Кассиусом Балойи (27-1) за титул чемпиона IBO во второй полулёгкой весовой категории, но проиграл техническим нокаутом в 11 раунде — на этом поражении принял решение завершить карьеру профессионального спортсмена.
После достаточно длительного перерыва в марте 2005 года Ботиле вернулся в бокс ради боя с малоизвестным Энтони Тшелой (22-5-1) за титул панафриканского чемпиона по версии Всемирной боксёрской ассоциации (WBA) и потерпел от него поражение нокаутом в седьмом раунде. В общей сложности провёл на профи-ринге 31 бой, из них 27 выиграл (в том числе 16 досрочно) и 4 проиграл.